# Gran Premi de Sud-àfrica del 1982
Resultats del Gran Premi de Sud-àfrica de Fórmula 1 de la temporada 1982, disputat al circuit de Kyalami el 23 de gener del 1982.

## Resultats
| Pos | No | Pilot              | Equip             | Voltes | Temps/ Retirada                | Pos. de sortida | Punts |
| --- | -- | ------------------ | ----------------- | ------ | ------------------------------ | --------------- | ----- |
| 1   | 15 | Alain Prost        | Renault           | 77     | 1h 32' 08. 401                 | 5               | 9     |
| 2   | 5  | Carlos Reutemann   | Williams - Ford   | 77     | + 14.946 s                     | 8               | 6     |
| 3   | 16 | René Arnoux        | Renault           | 77     | + 27.900 s                     | 1               | 4     |
| 4   | 8  | Niki Lauda         | McLaren - Ford    | 77     | + 32.113 s                     | 13              | 3     |
| 5   | 6  | Keke Rosberg       | Williams - Ford   | 77     | + 43.139 s                     | 7               | 2     |
| 6   | 7  | John Watson        | McLaren - Ford    | 77     | + 50.993 s                     | 9               | 1     |
| 7   | 3  | Michele Alboreto   | Tyrrell - Ford    | 76     | + 1 Volta                      | 10              |       |
| 8   | 11 | Elio de Angelis    | Lotus - Ford      | 76     | + 1 Volta                      | 15              |       |
| 9   | 10 | Eliseo Salazar     | ATS - Ford        | 75     | + 2 Voltes                     | 12              |       |
| 10  | 9  | Manfred Winkelhock | ATS - Ford        | 75     | + 2 Voltes                     | 20              |       |
| 11  | 23 | Bruno Giacomelli   | Alfa Romeo        | 74     | + 3 Voltes                     | 19              |       |
| 12  | 17 | Jochen Mass        | March - Ford      | 74     | + 3 Voltes                     | 22              |       |
| 13  | 22 | Andrea de Cesaris  | Alfa Romeo        | 73     | + 4 Voltes                     | 16              |       |
| 14  | 33 | Derek Daly         | Theodore - Ford   | 73     | + 4 Voltes                     | 24              |       |
| 15  | 18 | Raul Boesel        | March - Ford      | 72     | + 5 Voltes                     | 21              |       |
| 16  | 4  | Slim Borgudd       | Tyrrell - Ford    | 72     | + 5 Voltes                     | 23              |       |
| 17  | 20 | Chico Serra        | Fittipaldi - Ford | 72     | + 5 Voltes                     | 25              |       |
| 18  | 28 | Didier Pironi      | Ferrari           | 71     | + 6 Voltes                     | 6               |       |
| Ret | 26 | Jacques Laffite    | Ligier - Matra    | 54     | Sistema del combustible        | 11              |       |
| Ret | 35 | Derek Warwick      | Toleman - Hart    | 43     | Accident                       | 14              |       |
| Ret | 2  | Riccardo Patrese   | Brabham - BMW     | 18     | Turbo                          | 4               |       |
| Ret | 25 | Eddie Cheever      | Ligier - Matra    | 11     | Prob. amb el sistema del comb. | 17              |       |
| Ret | 27 | Gilles Villeneuve  | Ferrari           | 6      | Turbo                          | 3               |       |
| Ret | 1  | Nelson Piquet      | Brabham - BMW     | 3      | Virolla                        | 2               |       |
| Ret | 12 | Nigel Mansell      | Lotus - Ford      | 0      | Part elèctrica                 | 18              |       |
| Ret | 31 | Jean Pierre Jarier | Osella - Ford     | 0      | Col·lisió                      | 26              |       |
| NVQ | 30 | Mauro Baldi        | Arrows - Ford     |        |                                |                 |       |
| NVQ | 32 | Riccardo Paletti   | Osella - Ford     |        |                                |                 |       |
| NVQ | 29 | Brian Henton       | Arrows - Ford     |        |                                |                 |       |
| NVQ | 14 | Roberto Guerrero   | Ensign - Ford     |        |                                |                 |       |
| NVQ | 36 | Teo Fabi           | Toleman - Hart    |        |                                |                 |       |

## Altres
- Pole: René Arnoux 1' 06. 351
- Volta ràpida: Alain Prost 1' 08. 278 (a la volta 49)